# Визентини, Лука
Лука Визентини (итал. Luca Visentini; родился в 1969 году в Удине, Италия) — итальянский и европейский профсоюзный деятель, поэт. С октября 2015 года — генеральный секретарь Европейской конфедерации профсоюзов (ЕКП). С ноября 2022 года — генсек Международной конфедерации профсоюзов.

## Профсоюзная деятельность
Лука Визентини родился в 1969 году в городе Удине на северо-востоке Италии. После изучения философии в Университете Триеста, в 1989 году он присоединился к Итальянскому союзу труда (ИСТ), первоначально став ответственным за работу с молодежью. В том же году был избран генеральным секретарем Итальянского союза трудящихся туризма, торговли и услуг (входит в ИСТ) в области Фриули — Венеция-Джулия, одной из 20 административных областей Италии.
В 1996 году Визентини стал генеральным секретарем ИСТ в области Фриули — Венеция-Джулия и вошел в состав национального руководства ИСТ. Тогда же он становится генеральным секретарем Конфедеративной палаты труда ИСТ города Триеста. В следующем 1997 году Визентини также занял должность президента Межрегионального профсоюзного совета, объединяющего профсоюзы итальянских областей Фриули — Венеция-Джулия, Венето и юго-западных областей Хорватии, и стал членом Координационного комитета межрегиональных профсоюзных советов Европейской конфедерации профсоюзов (ЕКП). В 2007 году он также стал вице-президентом Координационного комитета межрегиональных профсоюзных советов ЕКП и вошел в состав Комитета экономики и занятости населения ЕКП.
На 12-м конгрессе ЕКП, проходившем 16—19 мая 2011 года в Афинах, Лука Визентини был избран конфедеральным секретарем ЕКП. Сфера его ответственности охватывала: коллективные переговоры и политику в области оплаты труда; вопросы миграции и мобильности; вопросы образования и обучения; бюджет ЕС, структурные фонды, экономическую и социальную сплоченность, региональную политику; сети межрегиональных профсоюзных советов и Европейской службы занятости.
На новой должности Визентини принимал участие и координировал деятельность группы трудящихся в комитете Европейского социального фонда; в структурированном диалоге по европейским структурным и инвестиционным фондам; экспертной комиссии по свободному перемещению рабочих; комитете генеральных директоров по профессиональному образованию; экспертной комиссии по профессиональному образованию; интеграционном форуме в поддержку мигрантов
На 13-м конгрессе ЕКП, состоявшемся в Париже 29 сентября — 2 октября 2015 года, Лука Визентини был избран генеральным секретарем Европейской конфедерации профсоюзов (ЕКП). Вслед за избранием генеральным секретарем ЕКП, Визентини также занял пост генерального секретаря Всеевропейского регионального совета Международной конфедерации профсоюзов (ВЕРС МКП) — региональной организации МКП, представляющей профсоюзы по всему европейскому континенту. В мае 2019 года переизбран генсеком ЕКП.
21 ноября 2022 года был избран генеральным секретарём МКП.

## Научная и исследовательская деятельность
С 2002 по 2006 год Лука Визентини занимал должность президента отделения Национальной организации по предоставлению профессионального образования (ENFAP) в области Фриули — Венеция-Джулия. Эта организация занимается образовательными программами и тренингами для Итальянского союза труда (ИСТ).
Затем в 2006—2011 годах являлся президентом Института исторических, экономических и социальных исследований Триеста (ISSES), входящего в структуру ИСТ.
Кроме того, в 2002—2007 годах входил в совет итальянского научного и технологического парка AREA, в 2005—2009 годах — в совет Итальянского международного центра исследований Elettra-Sincrotrone.

## Творчество
Лука Визентини является поэтом и писателем, опубликовавшим четыре книги поэзии и новелл. Кроме того, он является участником ряда культурных ассоциаций и сетей в области литературы и театра.

## Коррупционный скандал
9 декабря 2022 года Визентини был задержан в Брюсселе наряду с вице-спикером Европарламента Евой Кайли и другими европейскими политиками и чиновниками. По данным бельгийской прокуратуры, одна из ближневосточных стран (вероятно, Катар, где в 2022 году проходил Чемпионат мира по футболу) при помощи передачи крупных сумм денег и дорогих подарков пыталась влиять на принимаемые Европарламентом политические и экономические решения.